# Новошино (Шатурский район)
Новошино — деревня в Шатурском муниципальном районе Московской области. Входит в состав Дмитровского сельского поселения. Население — 55 чел. (2013).

## Расположение
Деревня Новошино расположена в юго-западной части Шатурского района, расстояние до МКАД порядка 132 км. Высота над уровнем моря 128 м.

## Название
В письменных источниках деревня упоминается как Андрино, Новшино и Новошино.
Название связано с возможным некалендарным личным именем Новоша.

## История
Последними владельцами деревни перед отменой крепостного права были грузинская царевна Анастасия Григорьевна, Арбузова, Салтыков, Мяснова, Вельяминова, Волоцкая, Уманова, Агринская, Норова и Виноградовы, кроме того часть деревни принадлежала государству.
После отмены крепостного права деревня вошла в состав Середниковской волости.
В 1889 году в деревне была построена церковь Покрова Пресвятой Богородицы.
В советское время деревня входила в Шараповский сельсовет.

## Население
| 1858 | 1859 | 1868 | 1885 | 1905 | 1926 |
| ---- | ---- | ---- | ---- | ---- | ---- |
| 582  | ↗610 | ↘603 | ↗868 | ↗966 | ↘855 |
| 1993 | 2002 | 2006 | 2010 | 2011 | 2013 |
| ↘24  | ↘22  | ↗60  | ↘15  | ↗56  | ↘55  |

## Известные уроженцы и жители
- Штуров Федор Данилович — старший унтер-офицер лейб-гвардии 2-го Стрелкового Царскосельского полка, участник Первой мировой войны, георгиевский кавалер[21]

## Галерея

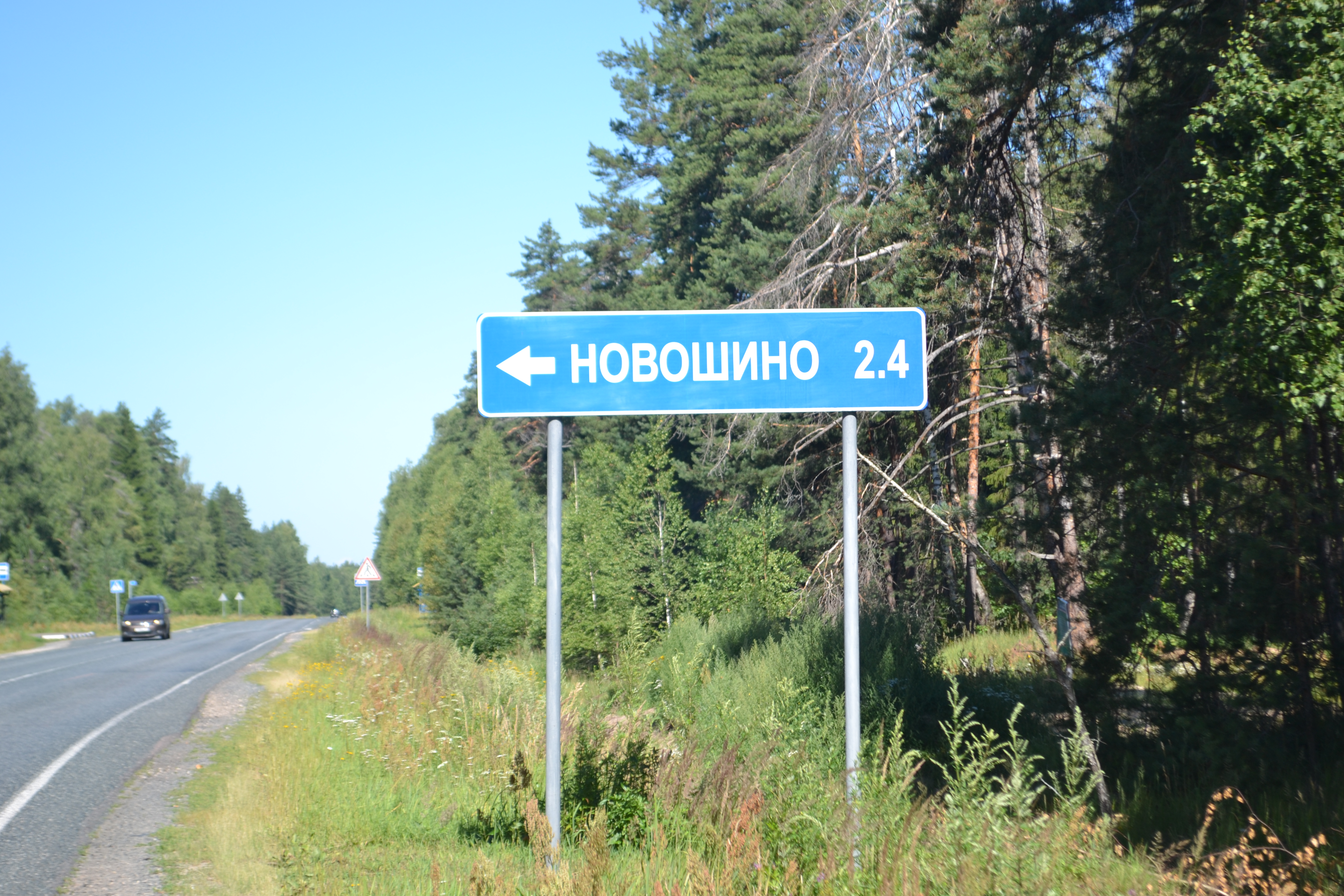
Дорожный указатель на деревню
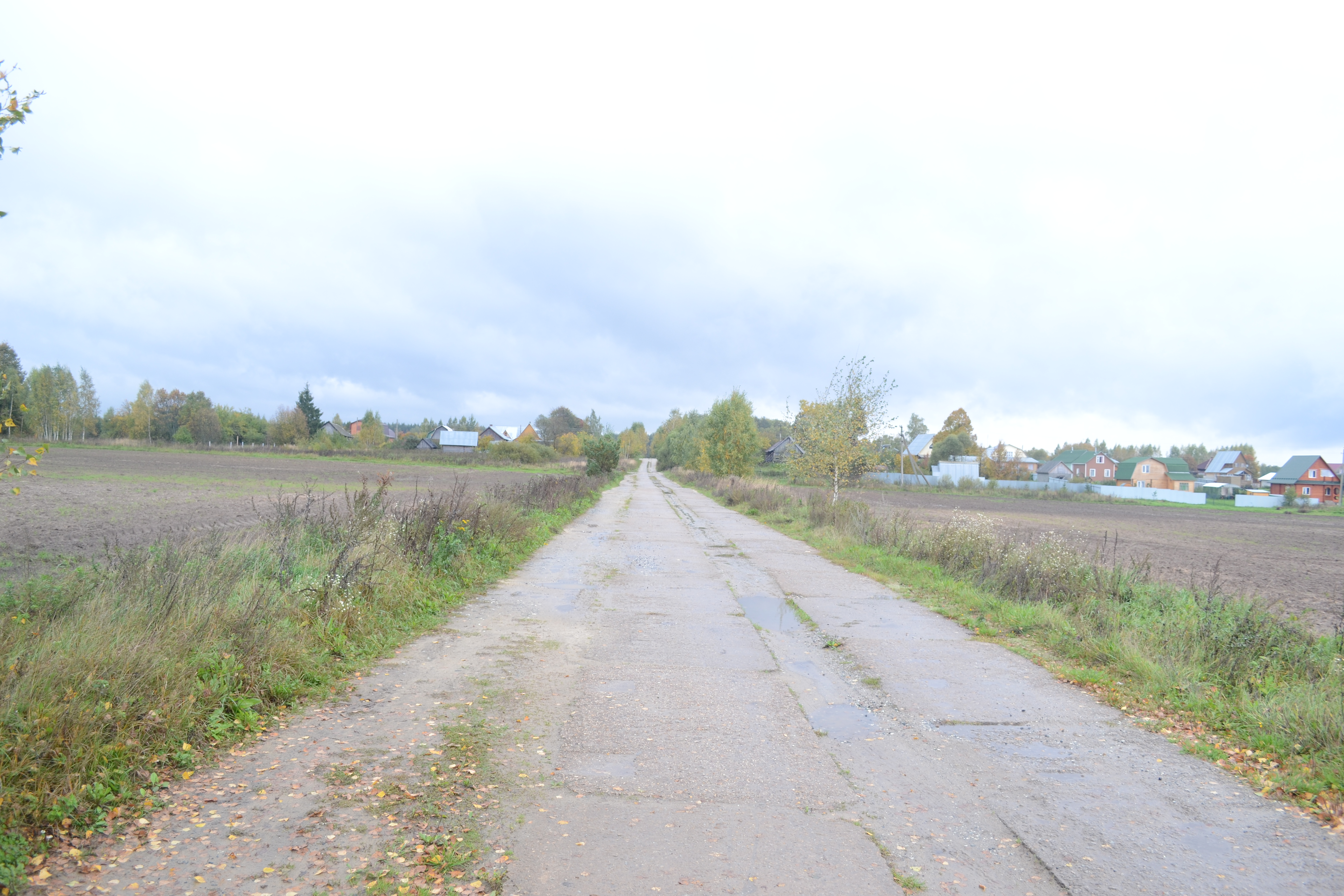
Въезд в деревню
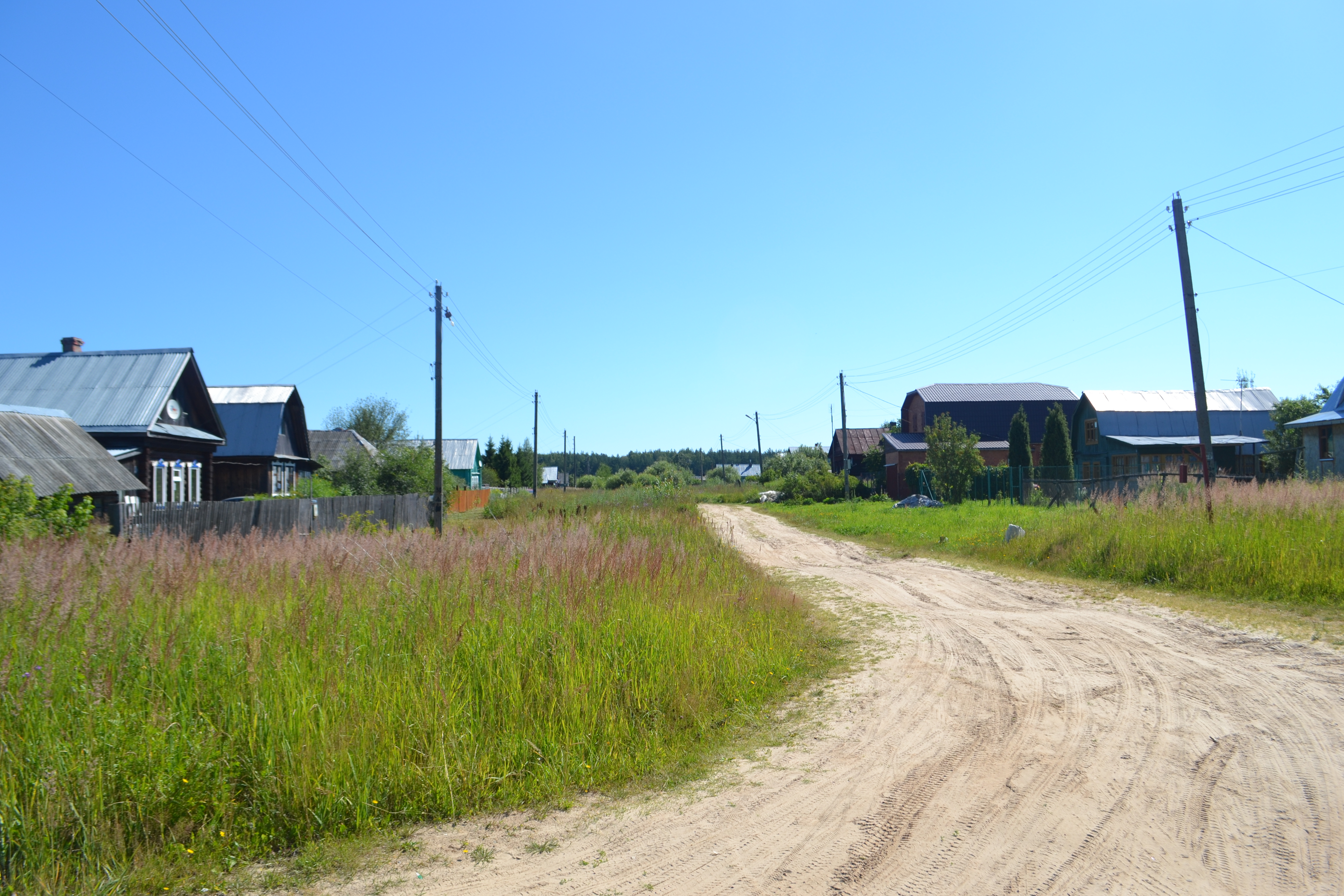
Новошино
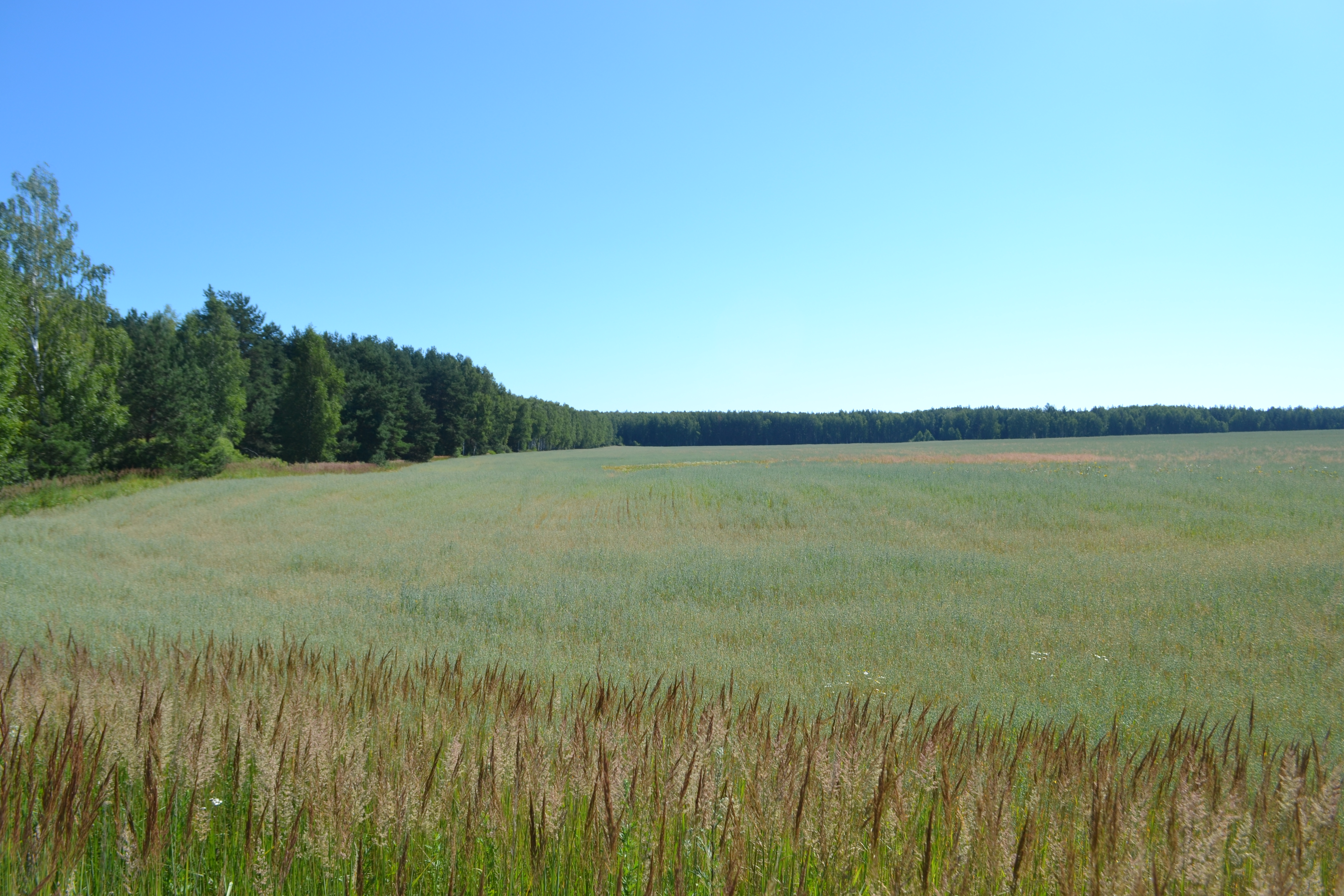
Поле около деревни
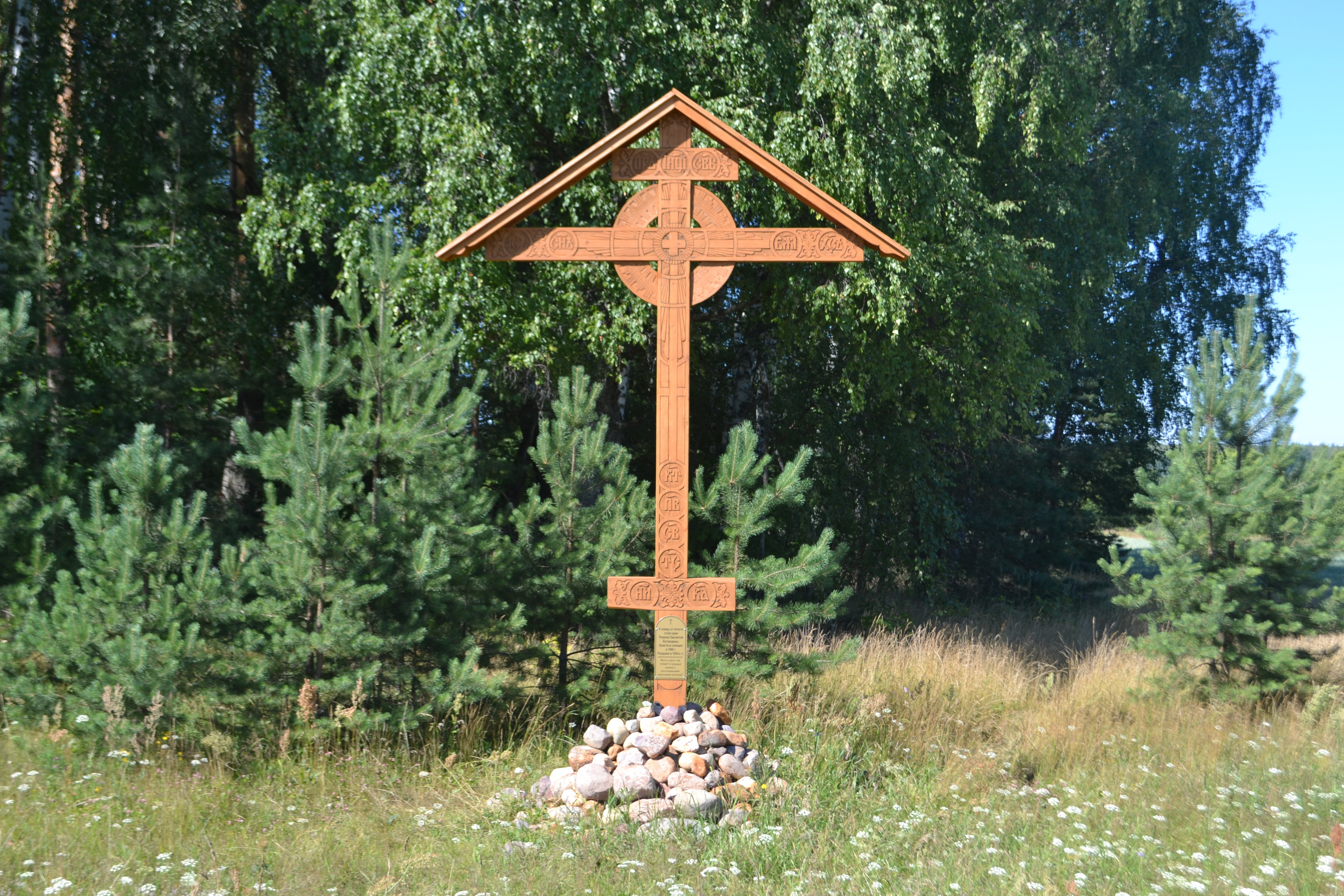
Крест на месте церкви Покрова Пресвятой Богородицы
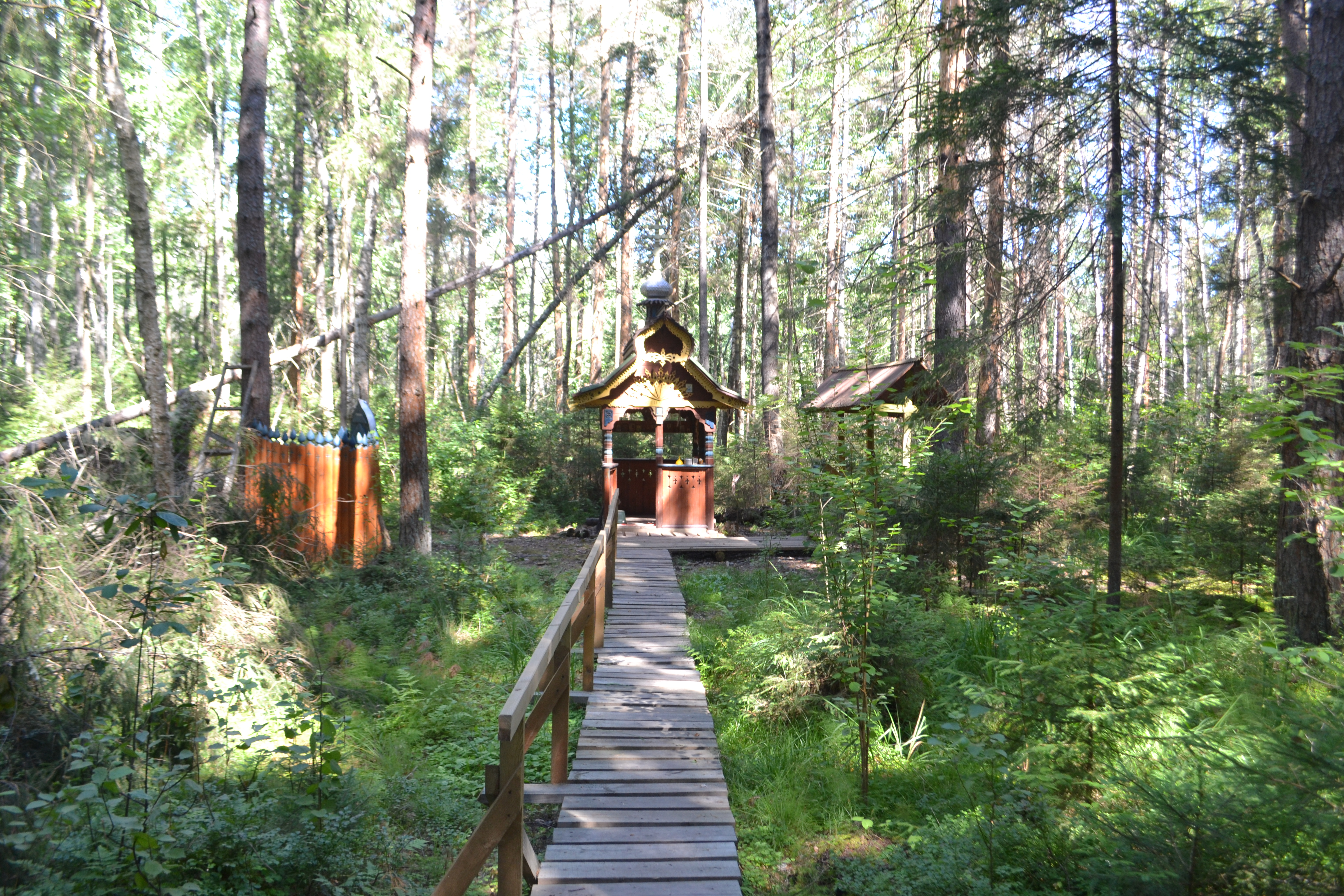
Родник близ Новошино